# Aconurella quadrum
Aconurella quadrum är en insektsart som beskrevs av Herrich-schaeffer 1838. Aconurella quadrum ingår i släktet Aconurella och familjen dvärgstritar. Inga underarter finns listade i Catalogue of Life.